# Bāqilā
Bāqilā'  (arabisch باقلاء, DMG bāqilāʾ ‚Ackerbohne‘) oder auch Bāqillā (باقلّى), war eine kleine Masseneinheit für Gewicht in Ägypten.
Nach dem jüdisch-arabischen Pharmakologen Al-Kūhin al-ʿAttār (13. Jh.) entsprach 1 Bāqilā' = 1/3 Mithqāl. Ibn Sīnā setzte dagegen 1 Bāqilā' mit 4 Schamūna gleich. Walther Hinz, der davon ausgeht, dass 1 Bāqilā' = 12 Qīrāt, berechnet seinen Gewichtswert auf 2,34 Gramm.